# فلچر بیلدینگ
فلچر بیلدینگ (انگلیسی: Fletcher Building) شرکت ساخت‌وساز نیوزیلندی است، که در سال ۲۰۰۱ تأسیس شد.